# ジェイアール西日本総合ビルサービス
株式会社ジェイアール西日本総合ビルサービス（ジェイアールにしにほんそうごうビルサービス、英: JR West Japan General Building Service Co.Ltd）は、兵庫県尼崎市に本社を置く西日本旅客鉄道(JR西日本)の子会社（連結子会社）。

## 概要
JR西日本グループ各社の商業施設、ホテル、オフィスビルなどを中心に建物のビルマネジメントや運営、設備管理、清掃業、警備事業を行っている。
会社の前身は国鉄時代より国鉄関連施設の設備管理を受託していた「関西設備サービス株式会社」と、JR西日本グループの警備事業を担っていた「ジェイアール西日本警備保障株式会社」である。両社は4代目京都駅の駅舎が完成することにより効率的な駅ビルの維持管理を行う必要に迫られたため、1997年2月に対等合併することを決定した。この会社再編には親会社であるJR西日本やグループ会社のJR西日本テクノス、西日本電気システムなど各社に分散し重複していたビルメンテナンス事業を一つの会社に移管し統括管理するという目的もあった。

## 本社・事業所
- 本社 - 兵庫県尼崎市潮江一丁目2番12号 JR尼崎駅北NKビル6階
- 大阪支店 - 大阪府大阪市福島区福島7丁目20番1号 KM西梅田ビル4F
- OSC支店 - 大阪府大阪市福島区福島7丁目20番1号 KM西梅田ビル4F
- 京都支店 - 京都市下京区綾小路通烏丸西入童侍者町167 AYA四条烏丸ビル6階
- 神戸支店 - 兵庫県神戸市中央区中町通二丁目1番18号 JR神戸駅NKビル7階
- 岡山支店 - 岡山県岡山市北区駅元町1番15号
- 広島支店 - 広島県広島市東区二葉の里3丁目8番21号 JR広島支社内
- 金沢支店 - 石川県金沢市日吉町5番地6

## 労働組合
- ジェイアール西日本総合ビルサービス労働組合（JR西日本グループ労働組合連合会）